# Noe Itō
Noe Itō (伊藤 野枝 Itō Noe?,  21 de enero de 1895 – 16 de septiembre de 1923) fue una anarquista, crítica social, escritora y feminista japonesa.

## Educación y primeros años de vida
Itō nació en la isla japonesa de Kyūshū, cerca de Fukuoka, el 21 de enero de 1895. A los 14 años, comenzó a trabajar en la oficina de correos, y al año siguiente se trasladó a Tokio para estudiar en el Instituto Femenino de Ueno.
En el verano de su quinto año en Ueno, bajo la tutela de su tío, contrajo un matrimonio de conveniencia con un hombre llamado Fukutaro. Aceptó casarse porque Fukutaro acababa de volver de Estados Unidos, país al que ella quería ir. Confió a su hermana que abandonaría a su marido una vez estuvieran en Estados Unidos. Esto nunca ocurrió, pues permanecieron en Japón, y su insatisfacción se ahondó cuando su marido no financió sus estudios, como se había acordado para el matrimonio. 
En sus años de formación en el instituto de Ueno, Ito forjó una gran amistad con su profesor de inglés, Jun Tsuji. Fue su confidente durante su matrimonio y la apoyó para ponerle fin y poder así continuar su educación.

## Activismo político
En marzo de 1912 Ito se graduó en el instituto. En 1915 se unió a la sociedad Seitō (青鞜社, traducción del inglés Bluestocking o mujer de la intelectualidad británica), que publicaba la revista de arte y cultura feminista Seitō (青鞜), y trabajó allí hasta 1916. En su último año, en el puesto de editora jefe, introdujo temas de debate y relevancia social como el aborto, prostitución y la maternidad. También escribió ensayos de crítica social y novelas. Además tradujo obras de Emma Goldman (The Tragedy of Woman's Emancipation, etc.).
Tras la graduación, la amistad que unía a la alumna con el profesor terminó convirtiéndose en un romance, del que saldrían dos hijos, Makoto (nacido el 20 de enero de 1914) y Ryūji (nacido el 10 de agosto de 1915). Contrajeron matrimonio en 1915. Su relación duró aproximadamente cuatro años antes de que ella se enamorara de Sakae Ōsugi. En 1916 comenzaría su relación y se marcharía a vivir con él, donde continuaría su lucha como líder del grupo feminista.

## Muerte
En medio del caos que siguió al Gran Terremoto de Kantō el 16 de septiembre de 1923, según la escritora y activista Harumi Setouchi, Itō, Ōsugi y su sobrino de seis años fueron arrestados, apaleados hasta la muerte y arrojados a un pozo abandonado por un escuadrón de policía militar liderado por el teniente Masahiko Amakasu. De acuerdo con la información de la especialista en literatura Patricia Morley, Itō y Ōsugi fueron estrangulados en sus celdas. Noe Itō tenía solo 28 años.
El asesinato de unos líderes anarquistas de semejante renombre y de un niño pequeño pasó a ser conocido como el Incidente de Amakasu, y horrorizó y sorprendió a todo Japón. El director Kijū Yoshida basaría su película Eros + Massacre (エロス＋虐殺) de 1969 en Sakae Ōsugi y los hechos ocurridos el 16 de septiembre de 1923.